# Нірсбах
Нірсбах (нім. Niersbach) — громада в Німеччині, розташована в землі Рейнланд-Пфальц. Входить до складу району Бернкастель-Віттліх. Складова частина об'єднання громад Віттліх-Ланд.
Площа — 12,81 км2. Населення становить 693 ос. (станом на 31 грудня 2020).